# ドライ・キル・ロジック
ドライ・キル・ロジック(Dry Kill Logic)
ニューヨーク州ウエストチェスター郡出身のメタルコア/ニューメタルバンドである。
1993年に結成され、当時はHingeというバンド名で活動していた。1997年に自らのレーベルPsychodrama Recordsから初のEPである 'Cause Moshing is Good Fun' を発表。続く2枚目のEP 'Elemental Evil' も自らのレーベルから発表している。
2000年にロードランナー・レコードと契約し、名称の問題からバンド名をDry Kill Logicに変更した。
2001年に初のアルバムThe Darker Side of Nonsenseを発表。

## メンバー
- Cliff Rigano – ボーカル
- Jason Bozzi – ギター
- Brendan Kane Duff – ベース
- Phil Arcuri – ドラムス

### 過去のメンバー
- Casey Mahoney – ベース
- Dave Kowatch – ベース
- Scott Thompson – ギター
- Danny Horboychuck – ベース

## ディスコグラフィー
- Cause Moshing is Good Fun (EP) (1997)
- Elemental Evil (EP) (1999)
- The Darker Side of Nonsense (2001)
- Rot (EP) (2002)
- The Dead and Dreaming (2004)
- The Magellan Complex (2006)
- Of Vengeance and Violence (2006)